# Hawker Sea Hawk
Hawker Sea Hawk ("morski jastreb") je bil britanski enomotorni palubni lovec iz poznih 1940ih. Sea Hawk je bil prvi reaktivni lovec podjetja Hawker Aircraft. V uporabo je vstopil leta 1953, v uporabi je bil do leta 1983, ko so zadnje letalo upokojili pri Indijski mornarici.

## Specifikacije (Sea Hawk FGA 6)
Podatki iz "The Sea Hawk ...Epitome of Elegance.";Brown 2002, p. 285.
Splošne karakteristike
- Posadka: 1
- Dolžina: 39 ft 8 in (12,09 m)
- Razpon kril: 39 ft 0 in (11,89 m)
- Višina: 8 ft 8 in (2,64 m)
- Površina kril: 278 ft² (25,83 m²)
- Teža praznega letala: 9278 lb (4208 kg)
- Naložena teža: 13220 lb (5996 kg)
- Maks. vzletna teža: 16150 lb (7325 kg)
- Pogon letala: 1 × Rolls-Royce Nene 103 turboreaktivni motor, 5200 lbf (23,1 kN)

 Zmogljivost 
- Maks. hitrost: 600 mph (965 km/h)
- Doseg: 480 milj (770 km)
- Višina leta: 44500 ft (13564 m)
- Hitrost vzpenjanja: 5700 ft/min (29,0 m/s)
- Obremenitev kril: 48 lb/ft² (232 kg/m²)
- Razmerje potisk/teža: 0,38

Oborožitev

- Strelno orožje: 4 × 20 mm (.79 in) Hispano Mk Vtopoovi, vsak s 200 naboji
- Nosilci za orožje: 6x podkrilnih nosilce  in zalogo orožja s kombinacijo:
  - Rakete: 20 × RP-3 (27 kg) nevodljivih raket ali 16 × 5 in (127 mm) nevodljivih raket
  - Bombe: 4 × 500 lb (227 kg) bomb
  - Drugo: ali2 × 90 Imp gal (410 l) odvrgljiva rezervoarja